# Manuel (kommunhuvudort)
Manuel är en kommunhuvudort i Spanien.   Den ligger i provinsen Província de València och regionen Valencia, i den östra delen av landet, 300 km sydost om huvudstaden Madrid. Manuel ligger 63 meter över havet och antalet invånare är 2 497.
Terrängen runt Manuel är kuperad åt sydost, men åt nordväst är den platt. Runt Manuel är det ganska tätbefolkat, med 239 invånare per kvadratkilometer. Närmaste större samhälle är Xàtiva, 7,1 km söder om Manuel. Trakten runt Manuel består till största delen av jordbruksmark.